# Kümmertsweiler
Kümmertsweiler ist ein Ortsteil der baden-württembergischen Gemeinde Kressbronn am Bodensee im Bodenseekreis in Deutschland.

## Geographie

### Lage
Der Ortsteil Kümmertsweiler liegt rund drei Kilometer östlich der Kressbronner Ortsmitte, zwischen den anderen Ortsteilen Poppis im Westen, Krummensteg im Süden und dem zu Lindau gehörenden Bechtersweiler im Osten, auf einer Höhe von etwa 486 m ü. NHN. Nach Osten bildet der Nonnenbach die Landesgrenze zu Bayern.
Zu Kümmertsweiler gehören die Flurstücke Abtsgarten, Egg, Eggishalde, Ellenhalde, Giebel und Grund.

### Schutzgebiete

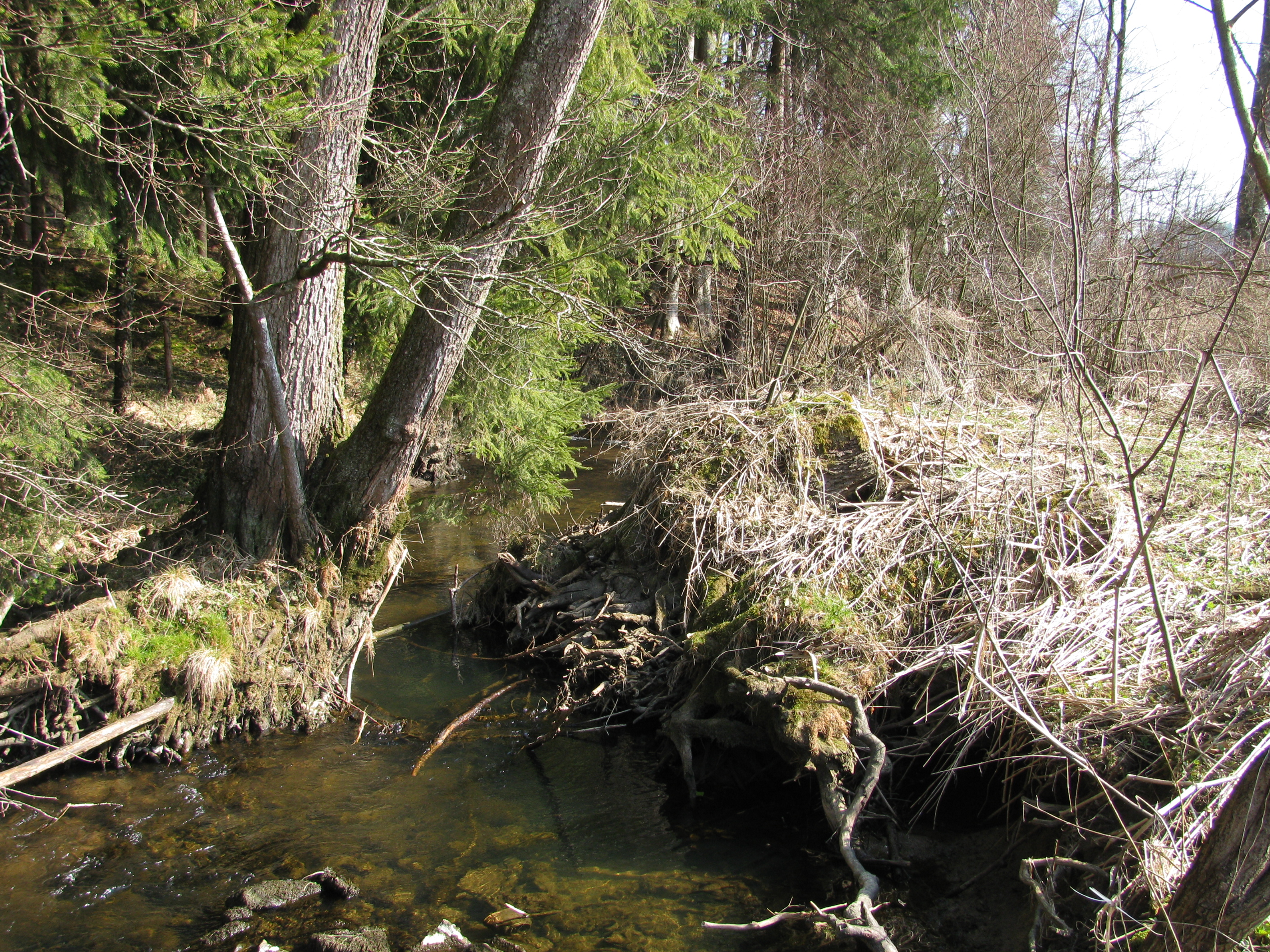
Am Nonnenbach

Entlang des Nonnenbachs sind sechs auf Kümmertsweiler verweisende Biotope ausgezeichnet:
- „Feuchtgebiet 'Ellenhalde' östlich Kümmertsweiler“
- „Nonnenbach mit Auwaldstreifen südöstlich Kümmertsweiler“
- „Nasswiese 'Ellenhalde' östlich Kümmertsweiler“
- „Feuchtgebietskomplex 'Ellenhalde' südwestlich Kümmertsweiler“
- „Schilfröhricht 'Wiesenreute' südöstlich Kümmertsweiler“
- „Feuchtwiesenkomplex 'Wiesenreute' südöstlich Kümmertsweiler“

## Geschichte
Im Jahr 1838 gehörte Kümmertsweiler zur Gemeinde Hemigkofen, aus der, zusammen mit der Gemeinde Nonnenbach, 1934 die heutige Gemeinde Kressbronn entstand. 1838 zählt der Weiler 108 katholische Einwohner und eine Schildwirtschaft. Das Reichsstift Isny besaß hier seinerzeit fünf Lehen.

## Verkehr
Die nördlich verlaufende Kreisstraße 7705 verbindet Kümmertsweiler über Poppis und Gattnau mit Kressbronn sowie Bechtersweiler und Unterreitnau, im Süden durchschneidet die Bundesstraße 31 die in der letzten Eiszeit geformte Landschaft des Westallgäuer Hügellands.
Kümmertsweiler ist durch die Linie 235 (Kressbronn–Hiltensweiler) des Bodensee-Oberschwaben Verkehrsverbunds (bodo) in das öffentliche Nahverkehrsnetz eingebunden.

## Sehenswürdigkeiten
In Kümmertsweiler sind durch das Landesdenkmalamt Baden-Württemberg ein Flurkreuz, ein Wegkreuz und eine Mariengrotte als Kulturdenkmale ausgezeichnet.